# Акранес (футбольный клуб)
«Акранес» (исл. Íþróttabandalag Akraness) — исландский футбольный клуб из города Акранеса. Основан в 1946 году. Принимает гостей на стадионе Нордюраульсвётлюр, который вмещает 5550 зрителей.

## Достижения
Чемпион Исландии: (18)
- 1951, 1953, 1954, 1957, 1958, 1960, 1970, 1974, 1975, 1977, 1983, 1984, 1992, 1993, 1994, 1995, 1996, 2001.

Обладатель Кубка Исландии: (9)
- 1978, 1982, 1983, 1984, 1986, 1993, 1996, 2000, 2003.

Кубок исландской лиги: (3)
- 1996, 1999, 2003.

Обладатель Суперкубка Исландии: (1)
- 2003.

## Стадион
Клуб проводит домашние матчи на стадионе Акранесвёдлюр. Он был построен в 1935 году. Вмещает до 5550 зрителей, из них 850 на сидячей трибуне.

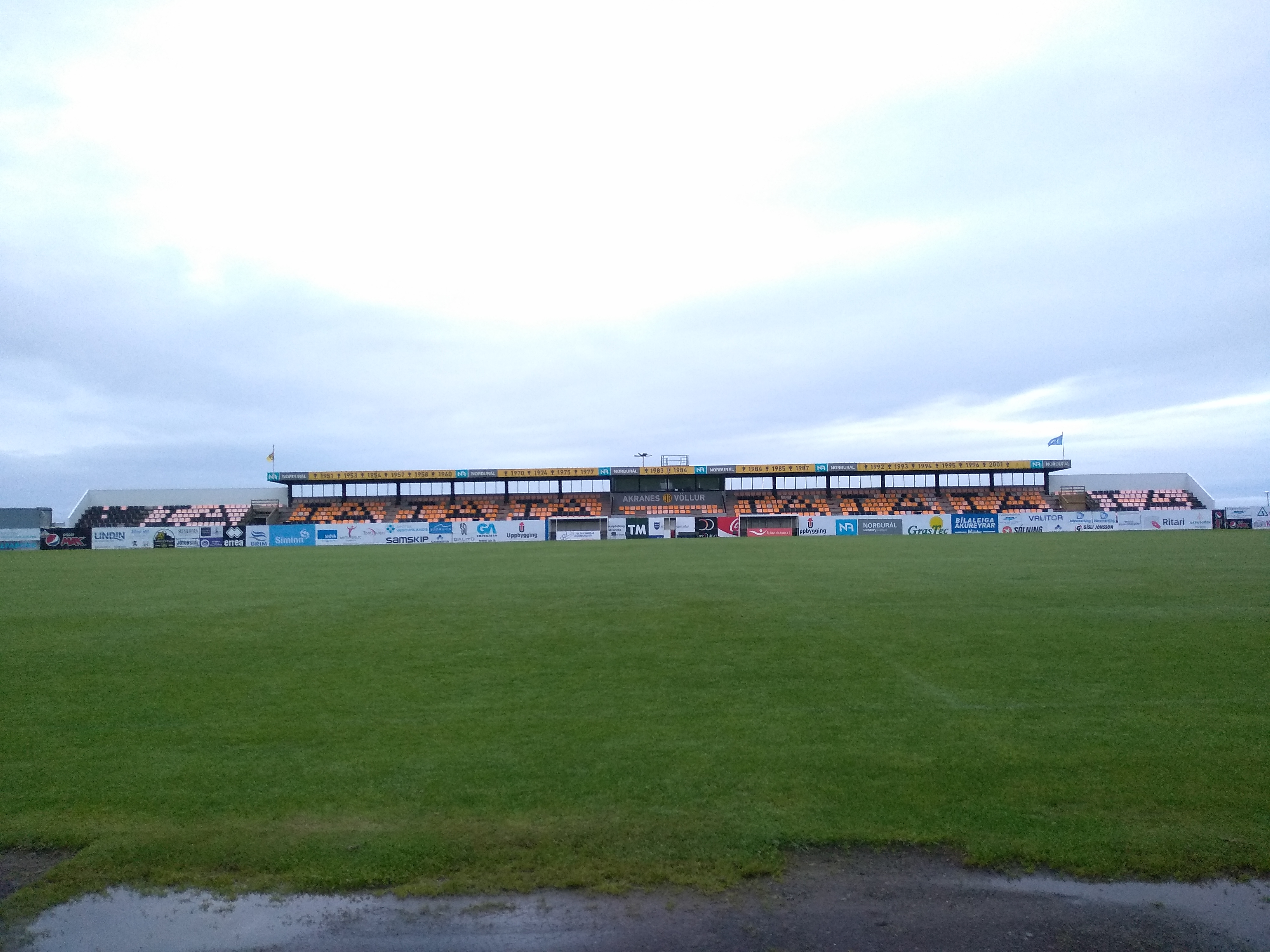
Трибуна стадиона Акранесвёдлюр